# 索尼克賽車 交叉世界
《索尼克賽車 交叉世界》（官方译为）是一款由Sonic Team開發並由世嘉發行在Microsoft Windows、PlayStation 4、PlayStation 5、任天堂Switch、任天堂Switch 2、Xbox One和Xbox Series X/S平台上的卡丁车赛车游戏，预定於2025年9月25日公開發售。

## 開發
Sonic Team於2022年開始開發《索尼克賽車 交叉世界》，《頭文字D》系列街機賽車遊戲的開發者也參與其中。為了吸引前作《索尼克》賽車遊戲的粉絲，Sonic Team選擇將變形車輛和「極限裝備」結合起來，並將《索尼克賽車 交叉世界》視為迄今為止所有遊戲的巔峰之作。「旅行環」的概念靈感來源於《刺蝟索尼克》系列電影中將圓環用作傳送門的場景，以及製片人童年時駕車穿越長隧道、置身於各種不同環境的記憶。團隊在開發街機賽車遊戲方面的經驗激勵他們讓比賽的每一圈都獨一無二，以保持刺激和趣味。
《索尼克》系列製作人飯塚隆表示，雖然《索尼克賽車 交叉世界》的首要設計目標是作為一款索尼克賽車遊戲，但與前作相比，“Team Sonic Racing”缺乏交叉內容，令粉絲感到失望，因此他們以DLC的形式加入了更多客串角色。飯塚隆還表示，由於該系列歷來在西方市場最為成功，因此團隊選擇了客串角色作為可下載內容，以吸引日本玩家的興趣。
SEGA競速遊戲團隊在《索尼克賽車 交叉世界》遊戲預告影片中，宣布《索尼克》系列的角色將於遊戲中登場。以及VOCALOID的虛擬偶像初音未來、《人中之龍》春日一番、《女神異聞錄5》JOKER、《我的世界》史蒂夫等角色，都將以合作方式登場。